# حزب الاتحاد المصري العربي
حزب الاتحاد المصري العربي هو حزب سياسي في مصر تأسس في عام 2011 و إنحل في عام 2012.